# Chris Wojcik
Chris Wojcik (* 11. Mai 1989 in Lewisville, Texas) ist ein US-amerikanischer Filmregisseur, Filmproduzent, Drehbuchautor und Filmschauspieler.

## Leben
Wojcik wurde am 11. Mai 1989 im texanischen Lewisville geboren. Erste Berührungen mit Filmproduktionen hatte er 2001 mit der Fernsehserie Kerry Shook Ministries, wo er für den Filmschnitt zuständig war. Von 2009 bis 2011 war er als Filmschauspieler und Filmschaffender für eine Reihe von Filmen, insbesondere Kurzfilmen, verantwortlich. Namhafteste Produktion ist der Low-Budget-Tierhorrorfilm Rise of the Animals – Mensch vs. Biest.

## Filmografie

### Filmschaffender
- 2001: Kerry Shook Ministries (Fernsehserie) (Filmschnitt)
- 2009: Choose Your Own Adventure (Regie, Produktion, Drehbuch)
- 2009: The Beast (Kurzfilm) (Regie, Produktion, Drehbuch)
- 2009: James Parker and the Rise of the Fourth Reich (Kurzfilm) (Regie, Produktion, Drehbuch)
- 2011: Rise of the Animals – Mensch vs. Biest (Rise of the Animals) (Regie, Produktion, Drehbuch)

### Schauspiel
- 2009: Choose Your Own Adventure
- 2009: The Beast (Kurzfilm)
- 2009: James Parker and the Rise of the Fourth Reich (Kurzfilm)
- 2010: A (Kurzfilm)
- 2010: Cop Movie (Kurzfilm)
- 2010: Project Nine
- 2011: Rise of the Animals – Mensch vs. Biest (Rise of the Animals)
- 2011: Greg’s Movie (Kurzfilm)